# Onthophagus pugnacior
Onthophagus pugnacior är en skalbaggsart som beskrevs av Blackburn 1903. Onthophagus pugnacior ingår i släktet Onthophagus och familjen bladhorningar. Inga underarter finns listade i Catalogue of Life.